# Pivitsheide V. H.
Pivitsheide V. H. este o localitate care este situată la 7 km de orașul Detmold, de care aparține, Nordrhein-Westfalen, Germania. Localități vecine sunt: Nienhagen, Heidenoldendorf, Hiddesen si Pivitsheide V. L.